# Michael Matthews
Michael Matthews (Canberra, 26 de septiembre de 1990) es un ciclista profesional australiano que corre por el equipo Team Jayco AlUla.
Por sus aptitudes destaca como esprínter, aunque supera bastante bien la media montaña.

## Trayectoria
Empezó a destacar en el año 2010, año en el que ganó el Campeonato del Mundo sub-23. En 2011, debutó como profesional de primer nivel con el equipo Rabobank, logrando una victoria de etapa en el Tour Down Under, carrera del UCI WorldTour, que se disputa en Australia. Estuvo en ese equipo hasta la temporada 2012 y en 2013 pasó al equipo australiano Orica-GreenEDGE.
Su mejor año, sin duda, llegaría en 2013. Luego de ser 3.º y 2.º en los campeonatos nacionales de Australia, dominó los esprints del Tour de Utah y de la Vuelta a España, ganando dos etapas en cada una.
En su participación en 2014 del Giro de Italia no pudo empezar de mejor forma para el ciclista australiano, ya que desde la segunda etapa se hizo con el liderato de la carrera. Ganó la 6.ª etapa y se mantuvo maglia rosa hasta la 8.ª, cuando perdió el liderato a manos de Cadel Evans. Posteriormente, en la etapa número 9 (Lugo-Sestola) sufrió una fuerte caída que hizo que no tomase la partida en la 11.ª etapa. Ese mismo año estaba planeado su debut en el Tour de Francia pero una caída cuatro días antes de comenzar, que le significó 6 puntos de sutura en una mano, lo dejó fuera del equipo.
De la misma forma que el Giro comenzó la Vuelta a España, ganó la 3.ª etapa y fue maillot rojo durante 3 etapas hasta el primer final en alto de la carrera en Cumbres Verdes en el que lo perdió a manos de Alejandro Valverde.

## Palmarés
| 2009 - Campeonato Oceánico Contrarreloj sub-23 - Campeonato Oceánico en Ruta sub-23 2010 - 1 etapa del Tour de Wellington - 2 etapas del Tour de Langkawi - 1 etapa del Tour de Japón - 2 etapas del G. P. Ringerike - Campeonato Mundial en Ruta sub-23 - UCI Oceania Tour 2011 - 3.º en el Campeonato de Australia Contrarreloj - 1 etapa del Tour Down Under - 1 etapa de la Vuelta a Murcia - Vuelta a Colonia 2012 - Clásica de Almería - 1 etapa del Tour de Utah 2013 - 3.º en el Campeonato de Australia Contrarreloj - 2.º en el Campeonato de Australia en Ruta - 2 etapas del Tour de Utah - 2 etapas de la Vuelta a España 2014 - Vuelta a La Rioja - 1 etapa de la Vuelta al País Vasco - 1 etapa del Giro de Italia - 1 etapa de la Vuelta a Eslovenia - 1 etapa de la Vuelta a España 2015 - 1 etapa de la París-Niza - 1 etapa de la Vuelta al País Vasco - 1 etapa del Giro de Italia - 1 etapa de la Vuelta a Suiza - 1 etapa del Tour de Alberta - 2.º en el Campeonato Mundial en Ruta | 2016 - 2 etapas de la París-Niza - Vuelta a La Rioja - 1 etapa del Tour de Francia 2017 - 1 etapa de la Vuelta al País Vasco - 1 etapa de la Vuelta a Suiza - 2 etapas del Tour de Francia, más clasificación por puntos - 3.º en el Campeonato Mundial en Ruta 2018 - 1 etapa del Tour de Romandía - 1 etapa del BinckBank Tour - Gran Premio de Quebec - Gran Premio de Montreal 2019 - 2 etapas de la Volta a Cataluña - Gran Premio de Quebec 2020 - Bretagne Classic 2022 - 1 etapa de la Volta a Cataluña - 1 etapa del Tour de Francia - 3.º en el Campeonato Mundial en Ruta - UCI Oceania Tour 2023 - 3.º en el Campeonato de Australia en Ruta - 1 etapa del Giro de Italia 2024 - Gran Premio Castellón - Gran Premio de Quebec 2025 - Gran Premio de Fráncfort |

## Resultados

### Grandes Vueltas
| Carrera | Carrera         | 2011 | 2012 | 2013  | 2014 | 2015  | 2016  | 2017 | 2018 | 2019 | 2020 | 2021 | 2022 | 2023 | 2024 | 2025 |
| ------- | --------------- | ---- | ---- | ----- | ---- | ----- | ----- | ---- | ---- | ---- | ---- | ---- | ---- | ---- | ---- | ---- |
|         | Giro de Italia  | —    | —    | —     | Ab.  | Ab.   | —     | —    | —    | —    | Ab.  | —    | —    | 63.º | —    | —    |
|         | Tour de Francia | —    | —    | —     | —    | 152.º | 110.º | 69.º | Ab.  | 67.º | —    | 79.º | 77.º | —    | 89.º | —    |
|         | Vuelta a España | —    | —    | 110.º | 75.º | —     | —     | —    | —    | —    | —    | 70.º | —    | —    | —    | —    |

—: no participa

Ab.: abandono

### Clásicas y Campeonatos
| Carrera                 | Carrera                 | 2011  | 2012 | 2013  | 2014 | 2015 | 2016 | 2017 | 2018 | 2019 | 2020 | 2021 | 2022 | 2023 | 2024 | 2025 |
| ----------------------- | ----------------------- | ----- | ---- | ----- | ---- | ---- | ---- | ---- | ---- | ---- | ---- | ---- | ---- | ---- | ---- | ---- |
| Omloop Het Nieuwsblad   | Omloop Het Nieuwsblad   | —     | —    | Ab.   | —    | —    | —    | —    | Ab.  | 42.º | —    | —    | —    | —    | —    | —    |
| Strade Bianche          | Strade Bianche          | —     | —    | —     | —    | —    | —    | —    | —    | —    | —    | —    | Ab.  | —    | —    | —    |
|                         | Milán-San Remo          | 107.º | —    | —     | 78.º | 3.º  | 59.º | 12.º | 7.º  | 12.º | 3.º  | 6.º  | 4.º  | —    | 2.º  | 4.º  |
| E3 Saxo Classic         | E3 Saxo Classic         | —     | —    | —     | —    | —    | —    | —    | 13.º | —    | X    | Ab.  | —    | —    | Ab.  | 27.º |
| Gante-Wevelgem          | Gante-Wevelgem          | 69.º  | —    | —     | —    | —    | —    | 8.º  | 13.º | —    | —    | 5.º  | —    | —    | 62.º | 39.º |
| A Través de Flandes     | A Través de Flandes     | —     | —    | —     | —    | —    | —    | 30.º | —    | —    | X    | —    | —    | 20.º | 17.º | —    |
|                         | Tour de Flandes         | —     | —    | —     | —    | —    | —    | —    | —    | 6.º  | —    | 21.º | 11.º | Ab.  | 11.º | 13.º |
| Flecha Brabanzona       | Flecha Brabanzona       | —     | 10.º | —     | 2.º  | 2.º  | 5.º  | 11.º | —    | 4.º  | —    | Ab.  | 7.º  | —    | 8.º  | —    |
| Amstel Gold Race        | Amstel Gold Race        | —     | —    | Ab.   | 12.º | 3.º  | 5.º  | 10.º | 24.º | 16.º | X    | 4.º  | 7.º  | —    | 10.º | 5.º  |
| Flecha Valona           | Flecha Valona           | —     | —    | 112.º | —    | Ab.  | 21.º | 67.º | 5.º  | 8.º  | —    | 21.º | —    | —    | Ab.  | 32.º |
|                         | Lieja-Bastoña-Lieja     | —     | —    | 128.º | —    | —    | —    | 4.º  | 63.º | 35.º | —    | 19.º | Ab.  | —    | 36.º | 11.º |
| Cyclassics Hamburg      | Cyclassics Hamburg      | 43.º  | Ab.  | —     | —    | —    | —    | —    | —    | —    | X    | X    | —    | —    | —    |      |
| Clásica San Sebastián   | Clásica San Sebastián   | —     | —    | Ab.   | —    | —    | —    | —    | 55.º | —    | X    | —    | Ab.  | Ab.  | —    |      |
| Bretagne Classic        | Bretagne Classic        | —     | 48.º | —     | —    | —    | 4.º  | 5.º  | 4.º  | 14.º | 1.º  | 27.º | —    | 12.º | 7.º  |      |
| Gran Premio de Quebec   | Gran Premio de Quebec   | —     | Ab.  | —     | —    | 2.º  | 5.º  | 3.º  | 1.º  | 1.º  | X    | X    | 2.º  | 3.º  | 1.º  |      |
| Gran Premio de Montreal | Gran Premio de Montreal | —     | 71.º | —     | —    | 19.º | 4.º  | 8.º  | 1.º  | 19.º | X    | X    | 13.º | 26.º | Ab.  |      |
|                         | Giro de Lombardía       | —     | —    | Ab.   | —    | —    | —    | —    | Ab.  | —    | —    | —    | —    | —    | —    |      |
| JJ. OO. (Ruta)          | JJ. OO. (Ruta)          | X     | —    | ND    | ND   | ND   | —    | ND   | ND   | ND   | ND   | —    | ND   | ND   | 15.º |      |
| Mundial en Ruta         | Mundial en Ruta         | —     | Ab.  | Ab.   | 14.º | 2.º  | 4.º  | 3.º  | —    | 24.º | 7.º  | 25.º | 3.º  | Ab.  | Ab.  |      |
| Australia en Ruta       | Australia en Ruta       | —     | Ab.  | 2.º   | Ab.  | —    | —    | —    | —    | —    | —    | —    | —    | 3.º  | —    | —    |
| Australia Contrarreloj  | Australia Contrarreloj  | —     | —    | 3.º   | —    | —    | —    | —    | —    | —    | —    | —    | —    | —    | —    | —    |

 —: No participa

Ab.: Abandona

X: Ediciones no celebradas

## Equipos
- Team Jayco-Skins (2009[3] -2010)
- Rabobank Cycling Team (2011-2012)
- Orica GreenEDGE (2013-2016)
- Team Sunweb (2017-2020)
- BikeExchange/Jayco (2021-)
  - Team BikeExchange (2021)
  - Team BikeExchange-Jayco (2022)
  - Team Jayco AlUla (2023-)